# O-дезметилтрамадол
O-дезметилтрамадол (англ. O-desmethyltramadol), Десметрадол — опіоїдний анальгетик і основний метаболіт трамадолу. Трамадол деметилюється печінковим ферментом CYP2D6 до O-дезметилтрамадолу так само, як і кодеїн, і тому, подібно до варіацій ефектів, які спостерігаються при кодеїні, в осіб з менш активною формою CYP2D6 переважно буде спостерігатися зниження анальгетичної дії післ прийому трамадолу. Оскільки сам O-дезметилтрамадол не потребує метаболізму, щоб викликати знеболювальний ефект, його можна застосовувати особам із мутаціями, що інактивують CYP2D6.
Десметрадол зазвичай зустрічається як конструкторський наркотик в Інтернеті у формі порошку або як інгредієнт пресованих таблеток через те, що він не включений у список у багатьох країнах. Окрім ролі метаболіту, хімічної речовини, що використовується в дослідженнях, і рекреаційного наркотику, десметрадол має дуже обмежену історію використання людиною, та станом на 2025 рік не схвалений для використання в клінічній практиці в жодній країні.

## Фармакологічні властивості

### Фармакодинаміка
O-дезметилтрамадол є повним агоністом μ-опіатних рецепторів G-білка. Він маєє порівняно нижчу спорідненість до δ- і κ-опіатних рецепторів. Два енантіомери десметрадолу мають досить відмінні фармакологічні профілі; як (+), так і (-)-десметрадол неактивні як інгібітори зворотного захоплення серотоніну, але (-)-десметрадол зберігає активність як інгібітор зворотного захоплення норадреналіну, тому суміш як вихідної сполуки, так і метаболітів, значною мірою створює комплексний фармакологічний профіль трамадолу. Хоча множинні мішені рецепторів можуть бути корисними при лікуванні болю (особливо складних больових синдромів, таких як нейропатичний біль), вони підвищують потенціал взаємодії ліків порівняно з іншими опіоїдами, а також можуть сприяти виникненню побічних ефектів. Десметрадол також є антагоністом рецептора серотоніну 5-HT2C у фармакологічно значущих концентраціях через конкурентне інгібування. Це свідчить про те, що очевидні антидепресивні властивості трамадолу можуть бути принаймні частково опосередковані десметрадолом, таким чином подовжуючи тривалість терапевтичного ефекту. Інгібування рецептора 5-HT2C є імовірним чинником механізму антидепресивної дії агомелатину та мапротиліну. Потенційна селективність і сприятливий профіль побічних ефектів O-дезметилтрамадолу порівняно з трамадолом роблять його більш придатним для використання як антидепресант, хоча його клінічне застосування, ймовірно, зупинено. Після інгібування рецептора передача сигналів викликає вивільнення дофаміну та норадреналіну, і вважається, що рецептор у значній мірі регулює настрій, занепокоєння, харчування та репродуктивну поведінку. Рецептори 5-HT2C регулюють вивільнення дофаміну, зокрема в смугастому тілі, префронтальній корі, прилеглому ядрі, гіпокампі, гіпоталамусі та мигдалеподібному тілі. Дослідження показують, що частина жертв самогубства мають аномально високу кількість рецепторів 5-HT2C у префронтальній корі. Існують неоднозначні докази того, що агомелатин, який є антагоністом 5-HT2C, є ефективним антидепресантом. Антагонізм 5-HT2C-рецепторів агомелатину призводить до підвищення активності дофаміну та норадреналіну у фронтальній корі головного мозку.

### Фармакокінетика
O-дезметилтрамадол метаболізується в печінці в активний метаболіт N,O-дидесметилтрамадол за допомогою CYP3A4 і CYP2B6. Неактивний метаболіт трамадолу N -десметилтрамадол метаболізується в активний метаболіт N, O-дидесметилтрамадол за допомогою CYP2D6.

## Суспільство і культура

### Рекреаційне використання
Виявлено, що рослинний засіб під назвою «Криптон» містить порошок листя кратома та O-дезметилтрамадол. Повідомляється, що «Криптон» був пов'язаний із принаймні 9 випадковими смертями від передозування опіоїдів у Швеції протягом 2010—2011 років.

### Медичне застосування
Несподівано для сполуки, яка вперше стала відомою як рекреаційний конструкторський наркотик, O-дезметилтрамадол нещодавно був оцінений як потенційний новий знеболюючий препарат для використання в медицині, з його добре вивченою фармакологією та токсикологією як активного метаболіту широко використовуваного знеболюючого препарату трамадолу, що виявляє переваги перед більш структурно новими альтернативами. Клінічні випробування на людях показали, що він має знеболювальну дію, подібну до таких препаратів, як оксикодон і фентаніл, але зі зниженим пригніченням дихання та порівняно сприятливим профілем безпеки.

### Правовий статус

#### США
У США O-дезметилтрамадол не є зареєстрованою речовиною.

#### Велика Британія
26 лютого 2013 року у Великій Британії O-дезметилтрамадол став препаратом класу А.